# 데니스 베르흐캄프
데니스 니콜라스 마리아 베르흐캄프(네덜란드어: Dennis Nicolaas Maria Bergkamp, 1969년 5월 10일 ~ )는 네덜란드의 은퇴한 축구 선수로, 포지션은 공격수였다. 동시대 세계 최고의 선수 중 한 명이자 프리미어리그 역사상 최고의 공격수 중 한 명으로 여겨진다.

## 클럽 경력
새도우 스트라이커의 교과서로 불린 그는 아약스, 인테르나치오날레, 아스널 등에서 활약하며, 네덜란드의 축구 영웅으로 거듭났다. 베르흐캄프는 대부분의 경기에서 세컨드 스트라이커로 나서며, 최고의 활약을 펼쳤다.
베르캄프는 2006년 7월 23일 친정 팀 AFC 아약스와의 경기를 마지막으로 은퇴하였다.

## 국가대표팀 경력
프랑스 월드컵 때 대한민국을 상대로 득점하기도 했다.

## 수상

### 클럽

#### AFC 아약스
- 에레디비시 : 1989-90
- KNVB컵 : 1986-87, 1992-93
- 유로피언 컵위너스컵 : 1986-87, 준우승 (1987-88)
- UEFA컵 : 1991-92

#### 인테르나치오날레 밀라노
- UEFA컵 : 1993-94

#### 아스날 FC
- 프리미어리그 : 1997-98, 2001-02, 2003-04
- FA컵 : 1997-98, 2001-02, 2002-03, 2004-05
- 커뮤니티 쉴드 : 1998, 2002, 2004
- UEFA 챔피언스리그 준우승 : 2005-06
- UEFA컵 준우승 : 1999-00

### 개인
- PFA 올해의 선수 : 1997-98
- PFA 올해의 팀 : 1997-98
- FWA 올해의 선수 : 1997-98
- 에레디비시 득점왕 : 1990-91, 1991-92, 1992-93
- 프리미어리그 도움왕 : 1998-99
- 프리미어리그 이 달의 선수 : 4회
- UEFA컵 득점왕 : 1993-94
- BBC 올해의 골 : 1998, 2002
- 아스날 올해의 선수 : 1996-97
- IFFHS 월드 탑 스코어러 : 1992
- 네덜란드 축구 올해의 선수 : 1991, 1992
- 네덜란드 축구 올해의 재능 : 1990
- 잉글랜드 축구 명예의 전당 : 2007
- 프리미어리그 명예의 전당 : 2021
- FIFA 100 : 2004

#### 국가대표
- UEFA 유로 득점왕 : 1992
- UEFA 유로 토너먼트의 팀 : 1992
- FIFA 월드컵 올스타팀 : 1998

#### 발롱도르
- 1992 - 3
- 1993 - 2
- 1997 - 4
- 1998 - 8

#### FIFA 올해의 선수
- 1992 - 7
- 1993 - 3
- 1994 - 7
- 1997 - 3
- 1998 - 7

## 경력 통계

### 클럽 기록
| 시즌  | 클럽   | 경기   | 골            |
| ----- | ------ | ------ | ------------- |
| 86/87 | 아약스 | 14경기 | 2골           |
| 87/88 | 아약스 | 25경기 | 5골           |
| 88/89 | 아약스 | 30경기 | 13골          |
| 89/90 | 아약스 | 25경기 | 8골           |
| 90/91 | 아약스 | 33경기 | 25골 득점왕   |
| 91/92 | 아약스 | 30경기 | 24골 득점왕   |
| 92/93 | 아약스 | 28경기 | 26골 득점왕   |
| 93/94 | 인테르 | 31경기 | 8골           |
| 94/95 | 인테르 | 21경기 | 3골           |
| 95/96 | 아스날 | 33경기 | 11골          |
| 96/97 | 아스날 | 29경기 | 12골          |
| 97/98 | 아스날 | 28경기 | 16골 득점 2위 |
| 98/99 | 아스날 | 29경기 | 12골          |
| 99/00 | 아스날 | 28경기 | 6골           |
| 00/01 | 아스날 | 25경기 | 3골           |
| 01/02 | 아스날 | 33경기 | 9골           |
| 02/03 | 아스날 | 29경기 | 4골           |
| 03/04 | 아스날 | 28경기 | 4골           |
| 04/05 | 아스날 | 29경기 | 8골           |
| 05/06 | 아스날 | 24경기 | 2골           |

아스날에서만 공격 포인트 280개 기록

## 기타
친구의 비행기 사고 때문에 비행기 공포증이 있어서 되도록이면 비행기를 자제했기 때문에 논 플라잉 더치맨(Non Flying Dutchman)이라는 별명으로 불리기도 하였다.